# Ari Sigurpálsson
Ari Sigurpálsson, né le 17 mars 2003 en Islande, est un footballeur islandais, qui évolue au poste d'ailier gauche à l'IF Elfsborg.

## Biographie

### En club
Né en Islande, Ari Sigurpálsson est formé par le HK Kópavogur. Il joue son premier match en professionnel avec cette équipe, le 21 février 2021, lors d'une rencontre de championnat islandais contre le Fylkir Reykjavik. Il entre en jeu et son équipe est battue par trois buts à deux.
En février 2022, il rejoint le Víkingur Reykjavik.
Le 19 mars 2025, Ari Sigurpálsson signe à l'IF Elfsborg pour un contrat courant jusqu'en décembre 2029.

### En sélection
Ari Sigurpálsson représente l'équipe d'Islande des moins de 19 ans. Il au total sept matchs avec cette sélection.
Il joue son premier match avec l'équipe d'Islande espoirs le 17 novembre 2022, lors d'un match amical face à l'Écosse. Il est titularisé lors de cette rencontre où les deux équipes se neutralisent (0-0 score final).

## Palmarès
| Víkingur Reykjavik |
| --- |
| - Championnat d'Islande (1) : - Champion : 2023. - Vice-champion : 2024 - Coupe d'Islande (1) - Vainqueur : 2023 - Finaliste : 2024 - Supercoupe d'Islande (2) - Vainqueur : 2022 et 2024 |